# Cena Inge Morathové
Cena Inge Morathové (anglicky Inge Morath Award) je ocenění zavedené společností Magnum Photos jako pocta Inge Morathové. Byla původem rakouskou fotografkou a členkou agentury Magnum Photos, která zemřela v lednu 2002. Odměna je financována od téhož roku jejími kolegy z Magnum Photos a cena je spravována nadací Magnum Foundation ve spolupráci s nadací Inge Morath Foundation.
Každoroční Cena Inge Morathové se uděluje fotografce mladší třiceti let, na pomoc pro dokončení dlouhodobého dokumentárního projektu. Vítězku a finalistky vybírají členové agentury Magnum Photos, zástupci Morath Foundation na výroční schůzi Magnum. Je to jediná cena, která nese imprimatur agentury Magnum Photos a přináší velkou prestiž těm, které vybrala jako vítěze a finalisty.
Výzva a pokyny pro podání žádostí jsou každoročně vyhlašovány na internetových stránkách Magnum Foundation a Inge Morath Foundation, obvykle v lednu a únoru.

## Seznam vítězek
Podle zdroje:
- 2023 – Shirin Abedi (Írán/Německo), vítězka, za May I Have This Dance?;[4] Mihaela Aroyo (Bulharsko), finalistka, za Root[5]
- 2022 – Johis Alarcón (Ekvádor), vítězka, za Because the sun looked at me;[6] Spandita Malik (Indie), finalistka, za Nā́rī[7]
- 2021 – Fabiola Ferrerová (Venezuela) za I Can’t Hear the Birds[8]
- 2020 – Tamara Merinová[9]
- 2019 – Alex Potterová za Once a Nation, finalistky Kimberly dela Cruzová, Tamara Merinová a Ioanna Sakellarakiová
- 2018 – Melissa Spitzová (USA), vítězka, za You Have Nothing to Worry About; Peyton Fulfordová (USA), finalistka, za Infinite Tenderness; Emily Kinniová (USA), finalistka, za The Bus Stop
- 2017 – Johanna-Maria Fritzová (Německo), vítězka, za Like a Bird; Isadora Romero (Ekvádor), finalistka, za Amazona Warmikuna
- 2016 – Daniella Zalcmanová (USA), vítězka, za Signs of Your Identity; Gabriella Demczuková (USA), finalistka, za Baltimore Sings the Blues; Tamara Merinová (Chile), finalistka za Underland
- 2015 – Danielle Villasanaová (USA), vítězka, za A Light Inside; Sofia Valienteová (USA), finalistka, za Miracle Village
- 2014 – Shannon Jansenová (USA), vítězka, za A long Walk; Elodie Chrismentová (Francie), finalistka, za Pleasure Places – Paris
- 2013 – Cena neudělena
- 2012[10] – Isadora Kosofskyová (18 let, USA) za cykly The Three a This Existence; Marija Pleškovová (RU) s projektem Days of War: A Pillowbook a Carlotta Zarattiniová (Itálie) s projektem The White Building
- 2011 – Če Čchen (Čína), Bees
- 2010 – Lurdes Basoliová (Španělsko) a Claire Martinová (Austrálie) Caracas, The City of Lost Bullets / Selections from The Downtown East Side and Slab City
- 2009 – Emily Schifferová (USA) Cheyenne River[11] Jenn Ackermanová, USA
- 2008 – Kathryn R. Cooková (USA) Memory Denied: Turkey and the Armenian Genocide Leonie Purchasová (Británie) a Alice Smeetsová (Belgie)
- 2007 – Olivia Arthurová (Británie) The Middle Distance; Newsha Tavakolianová (Írán) a Rena Effendiová (Ázerbájdžán)
- 2006 – Jessica Dimmocková (USA) The Ninth Floor; Dana Romanoffová (USA)
- 2005 – Mimi Chakarovová (USA) Sex Trafficking in Eastern Europe;[12] Jessica Dimmocková (USA), Shannon Taggartová (USA) a Žen Jüe (Čína)
- 2004 – Claudia Guadarramaová (Mexiko) Before the Limit
- 2002 – Ami Vitale (USA) Kašmír[13]